# Zgornja Brežnica
Zgornja Brežnica je naselje v Občini Slovenska Bistrica.